# Dyrlægeløftet
Dyrlægeløftet er den ed, som nyuddannede dyrlæger aflægger. Eden benyttes i mange lande i forskellige varianter. Ifølge dyrlægeloven fastsætter ministeren for fødevarer, landbrug og fiskeri dyrlægeløftets ordlyd. Den nugældende danske udgave lyder således:
| Citat | Undertegnede veterinær [navn], som er eksamineret ved Den Kgl. Veterinær- og Landbohøjskole, lover på ære og samvittighed, at alle de forretninger, hvortil jeg enten af det offentlige eller af private måtte blive kaldet som dyrlæge, samvittighedsfuldt vil anvende de kundskaber, jeg har erhvervet mig, og at jeg vil afgive de erklæringer, som måtte blive afkrævet mig, i nøjeste overensstemmelse med sandhed, samt at jeg i øvrigt af yderste evne ærligt og redeligt skal opfylde de mig som offentligt prøvet dyrlæge påhvilende pligter. | Citat |
|       | |       |

Dyrlægeløftet stiller således både etiske og faglige krav til dyrlægen.
I Danmark har dyrlægeløftet aldrig haft nogen juridisk betydning, kun moralsk. Dog er dyrlæger i kraft af dyrlægeloven pålagt visse pligter, der afspejler indholdet i dyrlægeløftet.
Aflæggelse af dyrlægeløftet er en forudsætning for at opnå autorisation som dyrlæge i Danmark. Aflæggelsen sker typisk på universitetet ved dimmisionshøjtideligheden ved afslutningen af uddannelsen til cand.med.vet.

## Eksterne kilder og henvisninger
- Lov om dyrlæger, § 3, stk. 4 Arkiveret 19. april 2015 hos  Wayback Machine
- Dyrlægeløftets ordlyd (eksempel nr. 1) Arkiveret 7. maj 2022 hos  Wayback Machine
- Dyrlægeløftets ordlyd (eksempel nr. 2) Arkiveret 14. oktober 2007 hos  Wayback Machine
- Ansøgning om autorisation som dyrlæge (Webside ikke længere tilgængelig)